# Mettenberggroeve III

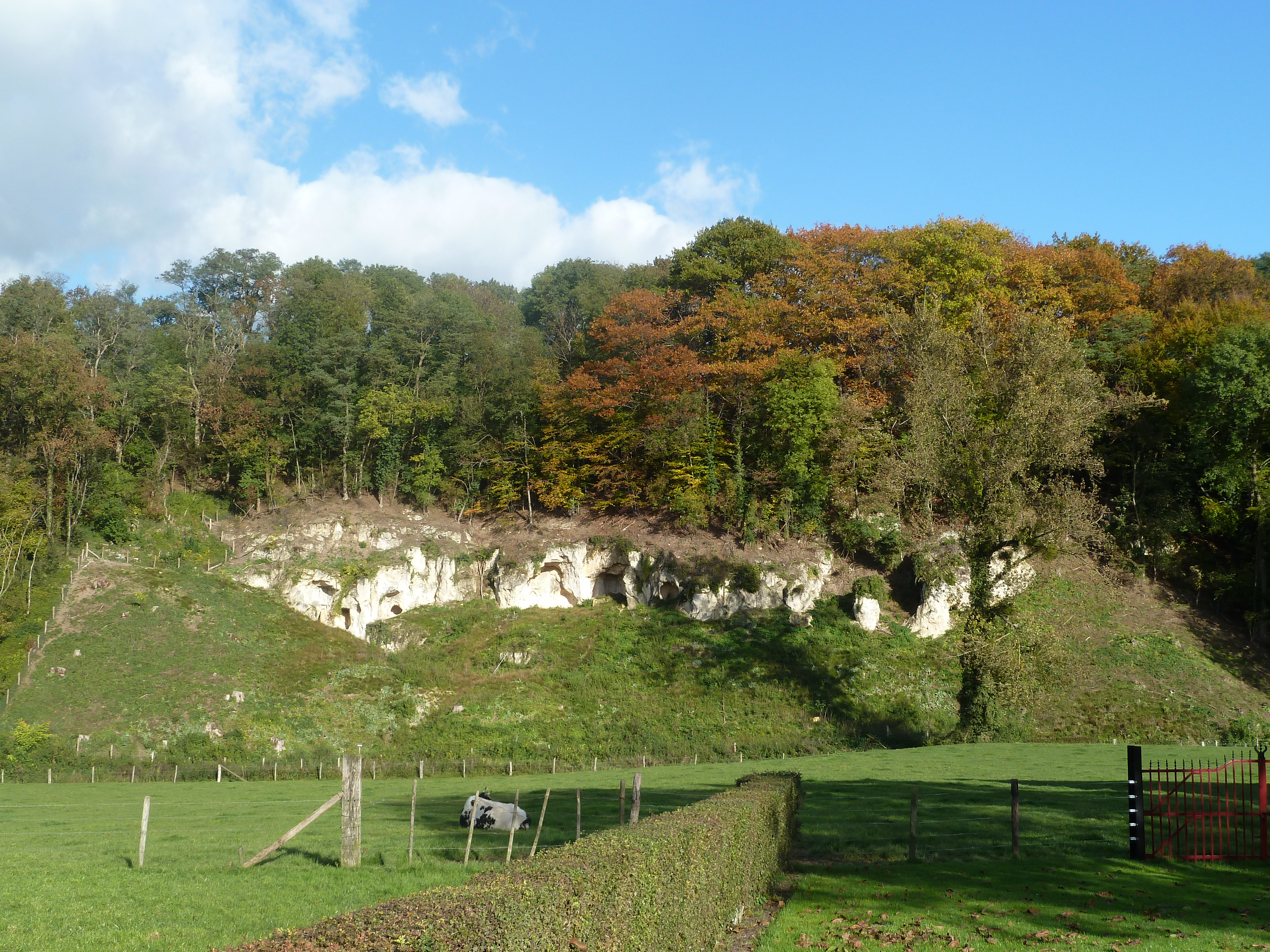
Kalksteenwand waarin de groeve gelegen is

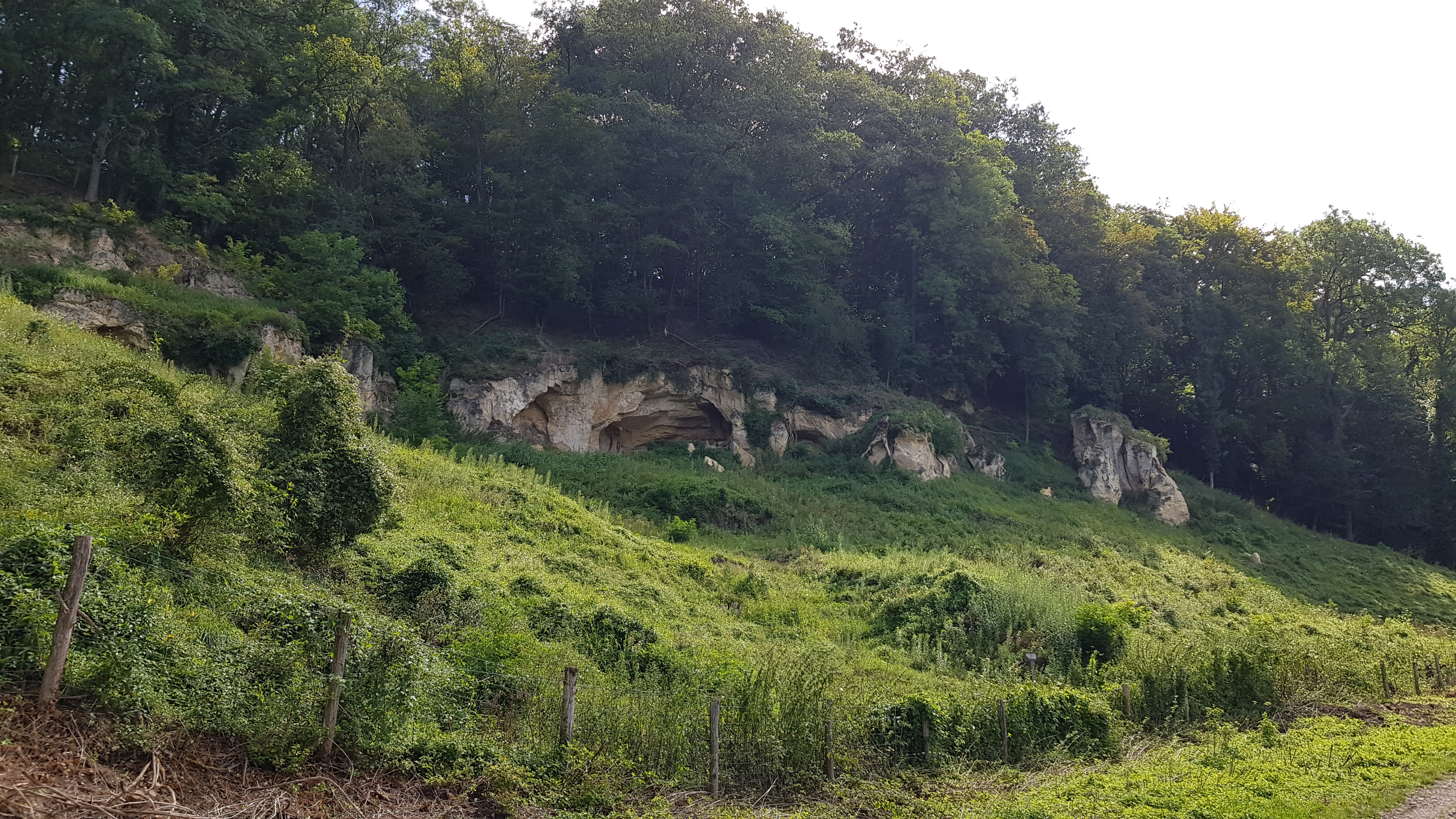
Midden op de foto de ingangshal

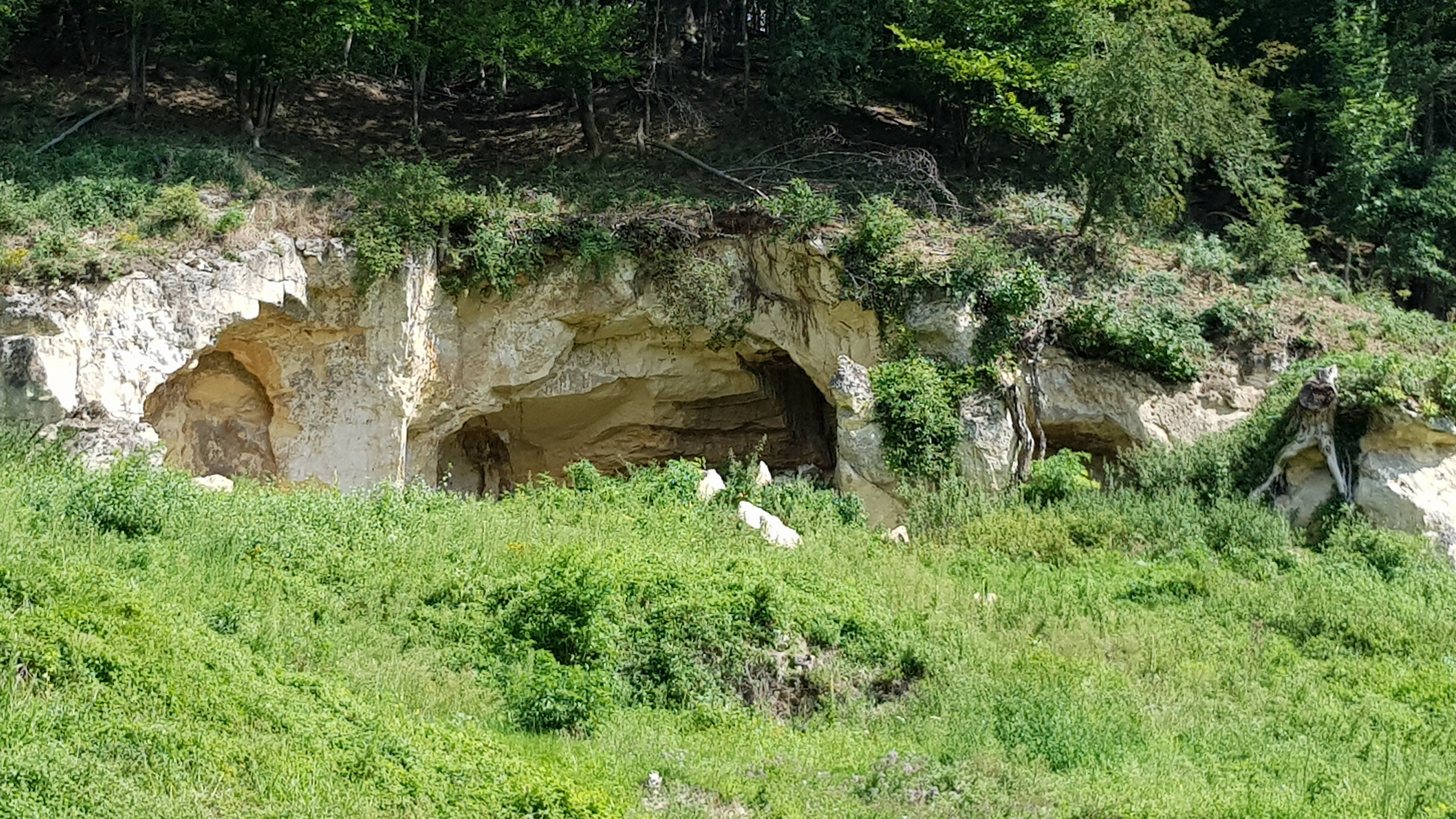
De ingang

De Mettenberggroeve III is een Limburgse mergelgroeve in de Nederlandse gemeente Eijsden-Margraten in Zuid-Limburg. De groeve ligt ten zuidoosten van Bemelen en ten oosten van Sint Antoniusbank in het Bemelerbos op de westelijke helling van de Mettenberg aan de rand van het droogdal Sibbersloot. De groeve ligt aan de westelijke rand van het Plateau van Margraten in de overgang naar het Maasdal. In de omgeving duikt het plateau een aantal meter steil naar beneden. De groeve ligt in het gebied van Bemelerberg & Schiepersberg.
Op ongeveer 30 meter naar het noordwesten liggen de Mettenberggroeve I en Mettenberggroeve II. Op ongeveer 160 meter naar het zuidoosten ligt de Mettenberggroeve IV, op ongeveer 550 meter naar het zuidwesten ligt de Mettenberggroeve V en op ongeveer 300 meter naar het noorden ligt de Bemelerbosgroeve II. Op ongeveer 150 meter naar het noorden ligt in het bos ook de Mariagrot.
Ten zuidwesten van de groeve ligt de historische hoeve Beusdaelshof.

## Geschiedenis
De groeve werd door blokbrekers ontgonnen voor de winning van kalksteenblokken.

## Groeve
De Mettenberggroeve III heeft een wijde ingangshal en heeft korte gangen.
De groeve ligt op het terrein van het Het Limburgs Landschap. In 2015 of eerder werd de groeve op veiligheid onderzocht en afgekeurd.